# Саянская обсерватория ИСЗФ СО РАН
Сая́нская солнечная обсервато́рия ИСЗФ СО РАН (Саянская солнечная обсерватория Института солнечно-земной физики Сибирского отделения Российской академии наук). Основана в 1966 году напротив горы Мунку-Сардык в районе посёлка Монды Тункинского района Бурятии (Россия).

## Альтернативные названия
- Обсерватория Монды
- Саянская обсерватория

## Руководители обсерватории
Сейчас — С.В. Латышев.

## Инструменты обсерватории
Солнечные инструменты:

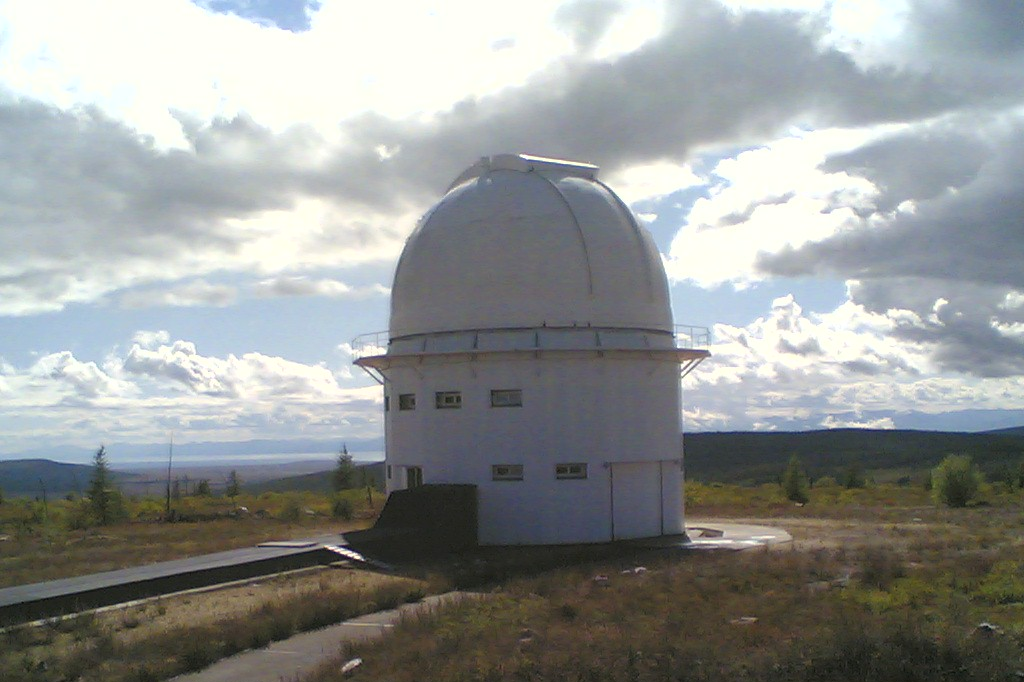
Павильон телескопа АЗТ-33ИК

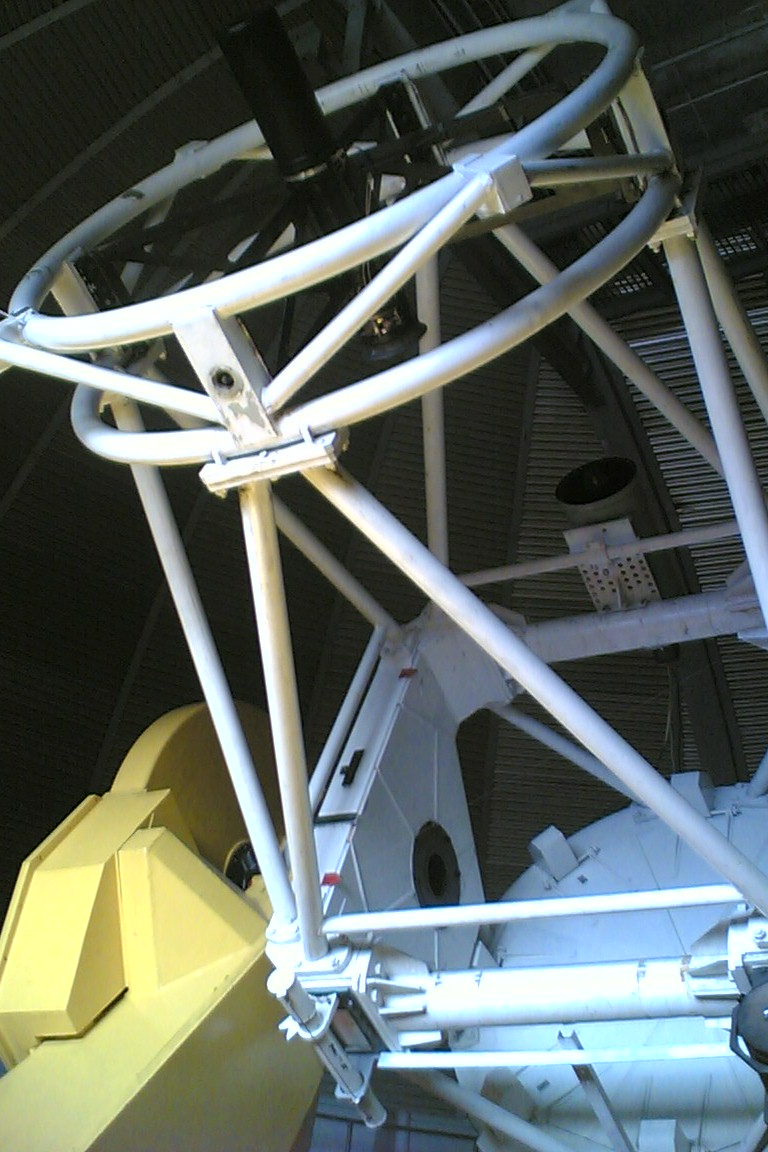
Телескоп АЗТ-33ИК

- Универсальный автоматизированный солнечный телескоп АСТ (горизонтальный солнечный телескоп: D = 800 мм, F = 20 м)
- Горизонтальный телескоп (D = 500 мм, F = 17 м) со спектрографом
- Солнечный телескоп оперативных прогнозов (СТОП) (горизонтальный телескоп: D = 200 мм, F = 5 м; для наблюдений магнитных полей Солнца и звёзд)[2]
- Большой внезатменный солнечный коронограф системы Никольского (D = 535 мм, F = 12 м)
- Хромосферный телескоп (D = 180 мм, F = 5 м)
- Нейтронный монитор или спектрограф космических лучей[3]

Звёздные инструменты:
- AЗT-14A (D = 480 мм, F = 7715 мм) (А — автоматизированный, на монтировке АПШ-6) — поставлен корректор, уменьшающий фокус!
- Цейсс−600 (D = 600 мм, F = 7200 мм)
- АЗТ-33ИК (D = 1600 мм, F = 30 м, 2006 год) — ИК-телескоп, диапазон 0,3—1,1 мкм, проницание до 22 зв. вел[4].
- АЗТ-33ВМ (D = 1500 мм, F = 5,6 м[5]) — модифицированная схема Ричи-Кретьена с предфокальным корректором — широкоугольный телескоп с полем зрения 3 градуса! — строится[6][7]

- «МАСТЕР-Тунка» — располагается в 150 км к востоку от обсерватории[8] — основная тематика: гамма-всплески.

## Направления исследований
- Солнце
- ИСЗ и космический мусор